# TABOO (野田秀樹の戯曲)
『TABOO』（タブー）は、1996年に初演された野田秀樹による日本の戯曲。初演時の主演は唐沢寿明が演じた。全27場。

## 概要
一休宗純を主人公として、芸能人となろうとする一休が、南朝再興の反乱に巻き込まれ、旅芸人だった時代に出会った女性・萌を救い出して放浪の旅に出るというストーリーである。南方熊楠が登場人物として現れたり、萌がピアノを演奏するなど、史実の一休が生きた時代を離れた奔放な設定が見られる一方、萌と実在した森待者との共通点や、一休の性格や天皇との関係など、史実の一休を踏まえた描写がなされているとも指摘されている。